# Savina Dellicour
Savina Dellicour (Bruxelles, ...) è una regista e sceneggiatrice belga.

## Carriera
Dellicour comincia a lavorare in televisione come assistente alla regia. Dopo essersi trasferita a Londra, dove segue le lezioni di Stephen Frears, Dellicour gira dieci episodi della serie televisiva Hollyoaks (2008). Tornata in Belgio, la regista comincia a lavorare al suo primo lungometraggio, intitolato All Cats Are Grey (Tous les chats sont gris), che le richiede circa nove anni di gestazione prima di essere realizzato.
Il film, presentato in anteprima al Torino Film Festival del 2014, riceve nove candidature ai premi Magritte 2016, tra cui miglior film e miglior regia per Dellicour, ottenendo il riconoscimento per la migliore opera prima.

## Filmografia
- Guilty Hearts (2006)
- Hollyoaks – serie TV, 10 episodi (2008)
- All Cats Are Grey (Tous les chats sont gris, 2014)